# Phlyctidaceae
Phlyctidaceae es una familia de hongos liquenizados en el orden Gyalectales. Las especies de esta familia poseen una distribución primaria tropical, y por lo general crecen sobre cortezas.